# 中川学 (漫画家)
中川学（なかがわまなぶ、 1976年 - ）は日本の漫画家。北海道出身。セツ・モードセミナー卒業

## 来歴
1976年生まれ。北海道中札内村出身。北海道教育大学卒業後、小中学校の臨時講師、シイタケの収穫など様々なアルバイトを経験。2005年にクモ膜下出血となったが、それを境に学生時代から好きであった漫画に専念するため漫画家の道を目指す。トキワ荘プロジェクトに参加し、2011年から創作活動を開始する。2012年に発表した『僕にはまだ友だちがいない』はNHK Eテレの青山ワンセグ開発にて浜野謙太主演でドラマ化された。2014年から、自身が29歳の時に発症した「くも膜下出血」の体験を元に、弟が編集を務めるリイド社のトーチwebにて『くも漫。』を連載。2017年、脳みそ夫主演で映画化される。
現在は晋遊舎から発刊されている月刊誌『家電批評』にて『最新家電と私』（過去には『かでん道』、『偉人批評』『家電黙示録マナブ』『キネマンガ新報』を連載していた）、2024年7月より集英社オンラインにて『婚マン 独りで死ぬのはイヤだ』を連載中。

## 作品リスト
- 僕にはまだ 友だちがいない 大人の友だちづくり奮闘記（2012年、メディアファクトリー）
- 群馬県ブラジル町に住んでみた ラテンな友だちづくり奮闘記（2013年、メディアファクトリー）
- うち、カラスいるんだけど来る? カラスの生態完全読本（2014年、実業之日本社：共著）
- くも漫。（2015年、リイド社）
- 探さないでください（2016年、平凡社）
- すべりこみ母親孝行（2019年、平凡社）
- 興味ないのに10年家電の漫画描いてます（2019年）
- だめな数学（2024年、リイド社）
- 婚マン 独りで死ぬのはイヤだ（2024年 - 連載中）

## 出演
- アップデート大学（2017年9月14日放送）
- 激レアさんを連れてきた。（2017年11月20日放送）
- 街録ch